# Heriaeus horridus
Heriaeus horridus es una especie de araña cangrejo del género Heriaeus, familia Thomisidae. Fue descrita científicamente por Tyschchenko en 1965.

## Distribución
Esta especie se encuentra en Ucrania, Rusia (de Europa a Siberia Occidental) y Asia Central.